# Közönséges aranyvessző
A közönséges aranyvessző  vagy erdei aranyvessző vagy egyszerűen aranyvessző (Solidago virgaurea, Solidago virga-aurea) az őszirózsafélék családjának őszirózsaformák alcsaládjába tartozó évelő növény.
További elnevezései: aranyistáp, aranyos istáp, aranyos istápfű, aranyos ritkaréj, erdei aranyvessző, forrasztófű, gyűrűfű, mezei aranyosvessző, mezei veres gyűrűfű, ritkaréj, Szent Péter botja, veres gyűrűfű.

## Származása, élőhelye
A nemzetség mindössze négy európai fajának egyike; az egyetlen olyan aranyvessző, amely a Kárpát-medence belső területein is honos. A legjobban hegyvidéken vagy homokos talajon terem erdőszéleken és vágásokban, tisztásokon, bokros helyeken. Enyhén mészkerülő. A Mátrában megtalálhatóak állományai.

## Megjelenése, felépítése
60–100 cm magasra növő, felálló, rendszerint el nem ágazó, lágy szárú, gyökértörzses növény. Levelei a szár alsó részén tojásdadok, a felső részén keskenyebbek, lándzsásak. A gyengén aromás illatú, 0,5–1 cm átmérőjű, sárga virágfészkek bugában nőnek, júniustól szeptemberig virágzik; a termése kaszat.

## Felhasználása
Ókori felhasználásáról kevés biztos adatunk van. Hieronymus Bocktól (1592) tudjuk, hogy Hieronimus Brunswieg szerint a régi germánok afféle csodanövénynek tartották. Termeszteni a gyógyhatásait felismerő arabok kezdték. Európában a középkortól használják a vese- és hólyagbántalmakra; a 15-16. században sebek kezelésére is. A magyar népi gyógyászatban nem kapott komolyabb szerepet, az olasz népi gyógyítók viszont több célra is alkalmazták főzetét.

### Gyógyászati
Gyógyszerkönyvekben szereplő drogja a virágos hajtás (Solidaginis virgaureae herba). Magyarországon a magas aranyvessző gyakoribb, ezt is gyűjtik, valamint a kanadai aranyvesszőt, e kettőnek virágos hajtását  összefoglalva Solidaginis herba néven jegyzik a gyógyszerkönyvek. Hatóanyagai különféle flavonoidok, szaponinok, illóolaj, mely utóbbiból a gyökér tartalmaz a legtöbbet; továbbá 
cseranyagok, keserűanyagok, inulin. Az ország különböző területeiről gyűjtött drogok beltartalmi jellemzői igen különbözőek.
Németországban a drog nagy része termesztett állományból származik.
Hatóanyagait és jelenkori felhasználását (a rokon fajokéval együtt) a nemzetség leírásánál ismertetjük.

## Galéria

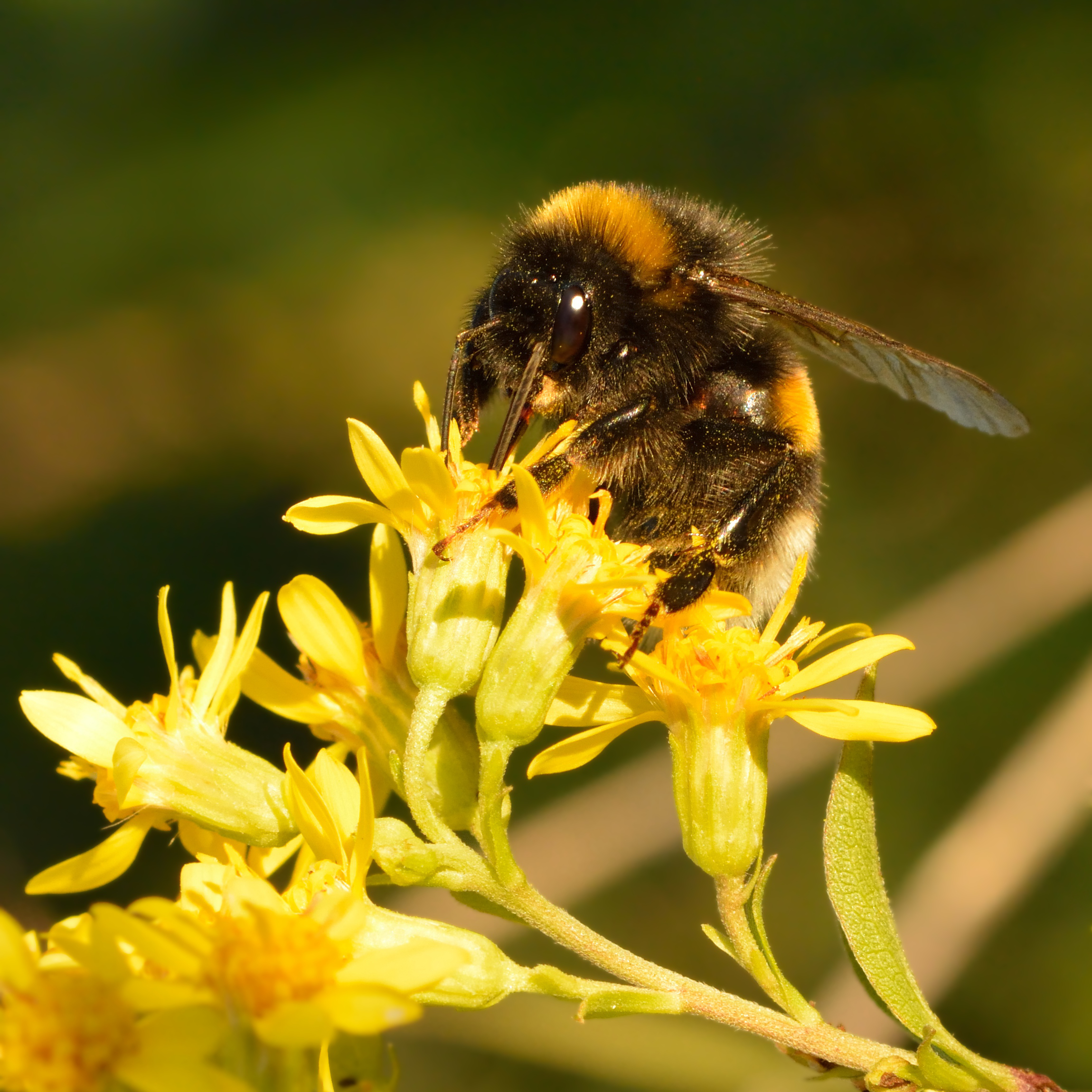
Megporzás
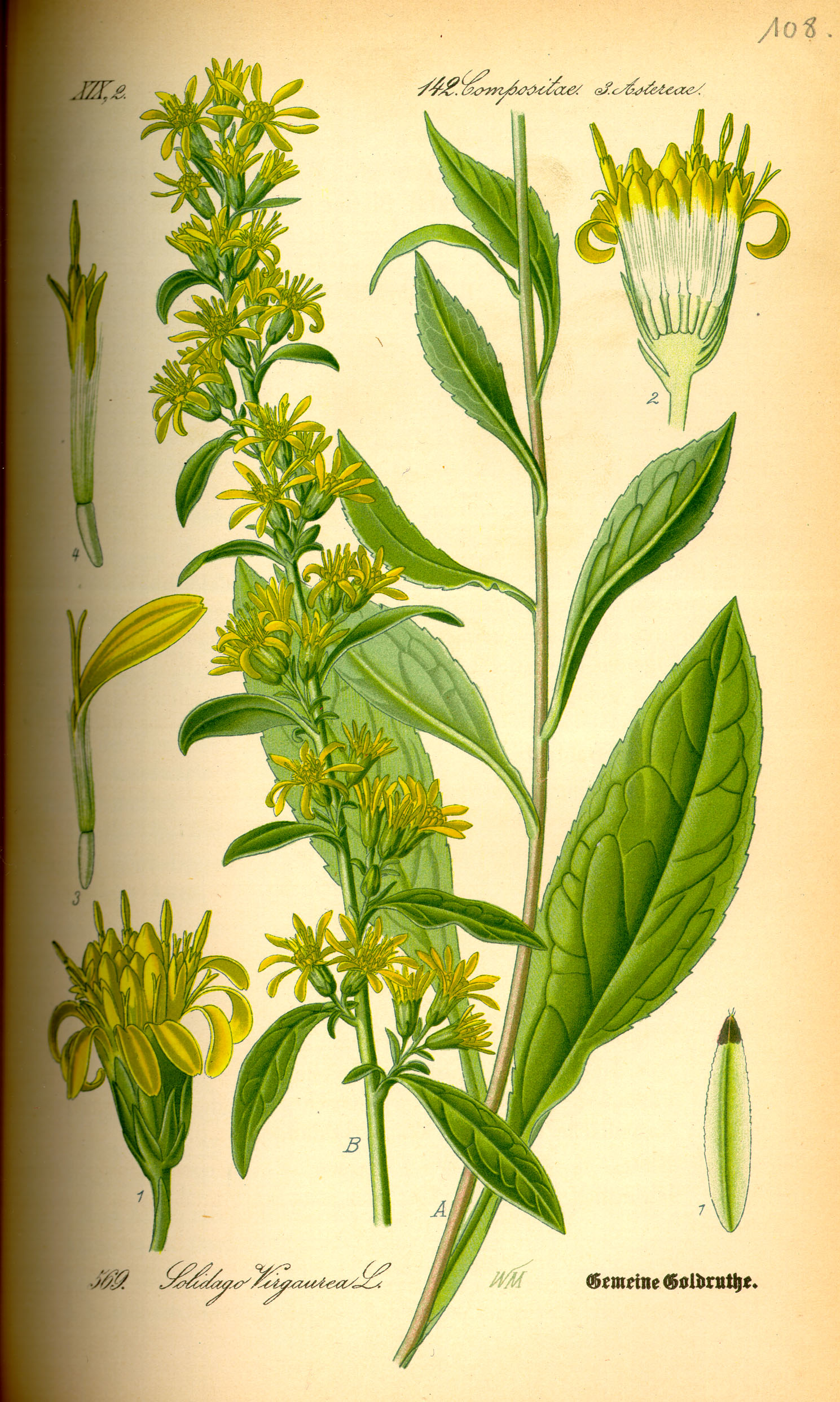
Solidago virgaurea Otto Wilhelm Thomé: „Flora von Deutschland, Österreich und der Schweiz“, Gera (1885)